# Huddinge distrikt
Huddinge distrikt är ett distrikt i Huddinge kommun och Stockholms län. 
Distriktet ligger omkring Huddinge centrum. 

## Tidigare administrativ tillhörighet
Distriktet inrättades 2016 och utgörs av en del av Huddinge socken i Huddinge kommun.
Området motsvarar den omfattning Huddinge församling hade 1999/2000 och fick 1989.